# Blandy, Seine-et-Marne
Blandy är en kommun i departementet Seine-et-Marne i regionen Île-de-France i norra Frankrike. Kommunen ligger i kantonen Le Châtelet-en-Brie som tillhör arrondissementet Melun. År 2022 hade Blandy 769 invånare.

## Befolkningsutveckling
Antalet invånare i kommunen Blandy
| Referens: INSEE |